# 황소

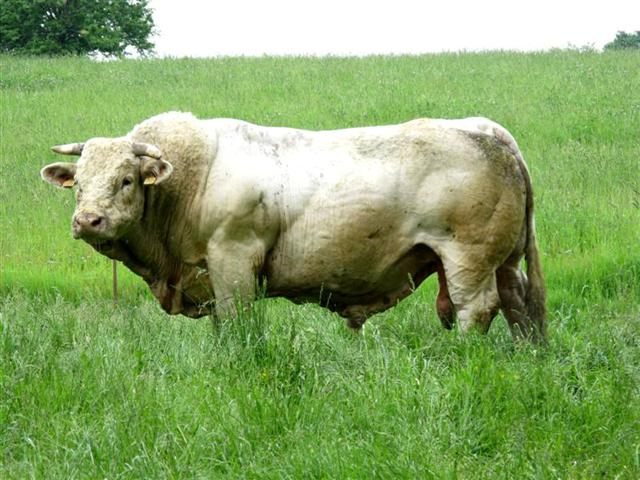
샤롤레 황소.

황소(黃-)는 큰 수컷 소를 의미한다.